# Butzker Moor
Das Butzker Moor ist ein Feuchtgebiet und bedeutender archäologischer Fundplatz in Pommern, etwa 3 Kilometer nordnordwestlich des Dorfes Buczek (deutsch Butzke). Er liegt heute in der Woiwodschaft Westpommern in Polen.
Dort wurden im Moor durch deutsche Archäologen bereits 1880 und insbesondere in den Jahren 1886 und 1888 über 1800 Perlen, hauptsächlich aus Bernstein, wenig aus Glas oder antiker Fayence, auch unbearbeiteter Bernstein, einige Metallgegenstände, viele Tonscherben und Feuerstein geborgen. Bei den Metallgegenständen handelte es sich ausschließlich um Schmuck, darunter sechs kaiserzeitliche Fibeln und drei Denare aus dem 2. Jahrhundert. Die Fundstelle wurde auch „die Bernsteinwerkstadt von Butzke“ genannt. Außer den Perlen wurden unter anderem zwei Ösenringanhänger, zwei Fingerringe, ein Ring mit übereinander gelegten Enden, ein Kapselanhänger, ein Wellenarmband, eine Spinnwirtel, Bronzeringe, Bronzebeschläge und einen Bernsteinring gefunden. Ebenso fand man ein Bernsteinstück mit eingraviertem Widderkopf. Es wurden keine Knochen gefunden. 
Der Fund wird heute als Heiligtum einer Siedlungskammer interpretiert, in dem über lange Zeit verschiedene Opfergaben an verschiedenen Stellen im Moor versenkt worden sind.